# HMS Ambuscade (D38)
L'HMS Ambuscade fu un cacciatorpediniere della Royal Navy britannica che servì durante la seconda guerra mondiale. Quest'unità e il suo competitore HMS Amazon, costruito da Thornycroft, furono prototipi progettati per sfruttare l'evoluzione delle tecniche costruttive e dei macchinari rispetto al periodo della prima guerra mondiale e formarono la base dell'evoluzione dei cacciatorpediniere della Royal Navy, fino alla classe Tribal del 1936.
La nave fu varata presso il cantiere Yarrow il 15 gennaio 1926, servì durante la seconda guerra mondiale e fu demolita a Troon nel 1946.

## Progetto e costruzione
Nel novembre 1923 l'Ammiragliato consegnò specifiche ai maggiori cantieri britannici specializzati in cacciatorpediniere per progettare la prima classe di cacciatorpediniere della Royal Navy dalla fine della prima guerra mondiale. Le navi dovevano trasportare un armamento simile alla classe W (quattro cannoni da 120 mm e sei tubi lanciasiluri da 533 mm) ma avere un'autonomia migliore, almeno di 5000 miglia nautiche a velocità di crociera. Era richiesta anche una velocità di 34 nodi e la nave doveva essere sotto ai 96 m di lunghezza tra le perpendicolari.
I progetti vincenti furono quelli di Yarrow e Thornycroft e nel giugno 1924 furono ordinate una nave ad ognuno. Il progetto di Yarrow, che divenne poi l'HMS Ambuscade, era più piccolo e leggero (93,57 m per 1610 t a pieno carico) rispetto all'Amazon di Thornycroft (95,02 m per 1841 t a pieno carico). La nave ricevette la caratteristica poppa Yarrow, inclinata verso l'interno, che il cantiere dichiarava aumentare la velocità fino ad un nodo rispetto alla tradizionale poppa a V.
per raggiungere l'economia di carburante richiesta nelle specifiche l'Ambuscade ricevette tre caldaie Yarrow a 4 tamburi, con preriscaldo ad aria, che lavoravano alla pressione di 2000 kPa a 93 °C. Le caldaie alimentavano turbine a vapore con riduttore su due linee d'assi. Le macchine erogavano una potenza di 26,5 MW.
L'armamento principale dell'Ambuscade consisteva in quattro cannoni da 120 mm Mk I. Questi cannoni sparavano proietti da 23 kg alla distanza di 14 400 m, con una velocità di fuoco di 5/6 colpi al minuto, con a bordo 190 proiettili per cannone. L'armamento contraereo consisteva in due cannoni pom-pom da 2 libbre (con 100 colpi per arma) e quattro mitragliatrici Lewis. L'armamento per i siluri consisteva nei sei tubi lanciasiluro richiesti, in due affusti tripli.
L'armamento della nave cambiò molte volte durante la seconda guerra mondiale. Nell'aprile 1941 i tubi lanciasiluri di poppa furono sostituiti da un cannone antiaereo da 76 mm. Due mitragliere Oerlikon da 20 mm furono montate al posto di due cannoni da 120 mm (in posizione "A" e "Y"). Il telemetro e la centrale di tiro furono sostituite con un radar e furono montati mortai antisommergibile 'Porcospino' e maggiori strutture per le bombe di profondità. Il porcospino e i rimanenti tubi lanciasiluri furono rimossi nel maggio 1943 per far posto a due mortai antisommergibile tipo 'Seppia'.
L'Ambuscade fu impostato al cantiere Yarrow di Glasgow l'8 dicembre 1924 e fu varato il 14 gennaio 1926. Durante le prove in mare, il 2 marzo 1927, l'Ambuscade raggiunse una velocità media di 36,88 nodi. La nave entrò in servizio il 9 aprile 1927.

## Servizio
Dopo l'entrata in servizio nel 1927, l'Ambuscade si unì all'Atlantic Fleet per alcune prove, che portarono a riparazioni e modifiche presso l'arsenale di Chatham tra il settembre e il novembre dello stesso anno. Tra l'aprile e l'agosto 1928, l'Ambuscade e l'Amazon furono mandati in Sud America e nelle Indie Occidentali per valutare le navi e i loro macchinari in condizioni tropicali. Entrambe le navi ebbero problemi con le elevate temperature nelle sale macchine, ma l'Ambuscade soffrì anche di vibrazioni e fu scoperto avere un'autonomia inferiore a quella richiesta. In generale le macchine dell'Amazon si comportarono meglio di quelle dell'Ambuscade. A seguito del ritorno nel Regno Unito, l'Ambuscade si unì alla Third Destroyer Flotilla della Mediterranean Fleet. Nell'agosto 1929 fu colpito da un siluro per l'addestramento che danneggiò le eliche e l'asse di propulsione di dritta, obbligando le riparazioni, che furono svolte a Malta fino all'ottobre dello stesso anno. Nel gennaio 1930 l'Ambuscade fu trasferito alla Fourth Destroyer Flotilla, sempre parte della Mediterranean Fleet. In agosto l'Ambuscade fu nuovamente raddobbata a Malta, questa volta a causa di problemi alle turbine. Le riparazioni durarono fino al marzo 1931, quando la nave ritornò nel Regno Unito per essere posta in riserva a Sheerness.
Nel giugno 1932 l'Ambuscade fu ricommissionato in servizio attivo per servire nella Home Fleet, in acque irlandesi. Nel dicembre 1932 l'Ambuscade fu utilizzato come nave per l'addestramento ed esperimenti per la HMS Vernon, la scuola per operatori di siluri. L'Ambuscade continuò questo con questo compito fino al febbraio 1937, quando le brutte condizioni delle turbine della nave obbligarono un raddobbo a Portsmouth, in cui le turbine furono sostituite.
I lavori sull'Ambuscade si prolungarono fino al maggio 1940 e quando rientrò in servizio nella Sixteenth Destroyer Flotilla, con base ad Harwich, ricevette il nuovo identificativo I38. Il 10 giugno l'Ambuscade prese parte al tentativo di evacuazione delle truppe della 51st (Highland) Division da Saint-Valery-en-Caux (Operazione Cycle). L'Ambuscade fu danneggiato dal fuoco tedesco mentre imbarcava le truppe e nel viaggio di ritorno a Portsmouth prese al traino il cacciatorpediniere HMS Boadicea, che era stato gravemente danneggiato dai bombardieri in picchiata tedeschi. Dopo le riparazioni, l'Ambuscade si riunì alla flottiglia, svolgendo nel luglio e agosto 1940 pattugliamenti anti invasione e scorte a convogli, prima di essere trasferito nel settembre dello stesso anno alla Twelfth Destroyer Flotilla, con base a Greenock, ma la ricorrenza di problemi alle turbine obbligarono l'unità ad altri lavori manutentivi fino al novembre 1940.
L'Ambuscade si riunì poi alla sua flottiglia, in quel periodo di base in Islanda per compiti di scorta. Ulteriori problemi meccanici, questa volta con i condensatori di bordo, obbligarono la nave ad altre riparazione presso l'arsenale di Portsmouth, tra l'ottobre 1941 e il gennaio 1942. Nel marzo 1942 l'Ambuscade fu parte del convoglio artico PQ 14, nella sua frazione tra la Scozia e l'Islanda, e al ritorno scortò il convoglio QP 9. Ormai appariva chiaro che i ricorrenti problemi meccanici dell'Ambuscade non lo rendevano più idoneo per il servizio di scorta e fu quindi assegnato al servizio di traino bersagli.
Verso la fine del 1942 l'Ambuscade divenne un banco di prova per nuove armi e sensori antisommergibile, incluso il mortaio antisommergibile "Parsnip", montato per provare che fosse un'arma migliore da sparare in avanti rispetto al "Porcospino". Il "Parsnip" non fu un successo e nel maggio 1943 l'Ambuscade ricevette il prototipo del nuovo mortaio antisommergibile "Calamaro" e il suo sonar associato per l'identificazione dell'immersione del nemico, il Type 147.  Le prove della Seppia furono soddisfacenti e l'arma fu ampiamente montata a bordo delle navi per la scorta convogli allora in costruzione. L'Ambuscade continuò ad essere usato per prove e come piattaforma per l'addestramento fino alla fine della guerra in Europa, venendo poi messa in riserva.
Durante il 1946 l'Ambuscade fu usato per prove di shock e nel novembre dello stesso anno fu venduto per la demolizione, svolta dalla West of Scotland Shipbreaking Company di Troon, a partire dal marzo 1947.

## Variante per l'esportazione
L'Ambuscade servì come base per il progetto della classe Douro per la marina portoghese (Marinha Portuguesa), in servizio tra il 1933 e il 1967. Nel 1932 furono ordinate dal Portogallo cinque unità. Le prime due, il Douro e il Tejo, varate il 9 giugno 1932, furono vendute alla marina colombiana prima del completamento nel 1933. Questo a causa della guerra tra Colombia e Perù. Le due navi furono rinominate rispettivamente ARC Antioquia e Caldas. Furono ordinate altre due navi dai portoghesi per rimpiazzare le unità vendute. Delle navi totali due furono costruite presso il cantiere Yarrow di Clydebank, in Scozia, mentre le restanti furono costruite a Lisbona con macchinari Yarrow.